# Nicolas Joseph Thiéry de Ménonville
Nicolas Joseph Thiéry de Ménonville (Saint-Mihiel, 18 de junho de 1739 — Porto Príncipe, 1780) foi um botânico francês.